# Rimfrost (musikgrupp)
Rimfrost är ett black metal-band som grundades 2002 av Hravn Decmiester och Throllv Väeshiin.
Efter att ha spelat in tre demon blev bandet signerade av ett undergroundbolag och släppte sedermera EP:n A Journey to a Greater End inspelad på Black Lounge Studios i Avesta. Under 2006 spelade bandet på festivalen Inferno i Oslo och spelade in sitt debutalbum A Frozen World Unknown. Albumet släpptes under hösten 2006. 
Bandet hade ett kort samarbete med majorbolaget Metal Blade Records under sommaren 2007.[källa behövs] Orsaken till att Rimfrost inte fick behålla kontraktet var att Metal Blade Records deras gamla bolag, No Colours Records — känt för att ha släppt musik med nazistiska band  som Absurd — dragit slutsatsen att även Rimfrost delade dessa åsikter.[källa behövs] Bandet ska inte stå för dessa åsikter enligt en recensent på webbsidan 'www.lordsofmetal.nl'.
Rimfrost medverkar på en DVD-dokumentär om black metal, Black Metal Satanica.
Bandet har släppt fyra fullängdsalbum, en EP och två demos.

## Medlemmar
Senaste medlemmar
- Throllv Väeshiin (Fredrik Hänninen) – trummor (2002–)
- Hravn Decmiester (Sebastian Svedlund) – gitarr, sång (2002–)
- Khratos – basgitarr (2018–)

Tidigare medlemmar
- Sorghim – basgitarr (2002–2004)
- Beuwolf – gitarr (2002) basgitarr (2006–2008)
- Frozthirw – basgitarr (2004–2006)
- Isthar – basgitarr (2004)
- Peter Laustsen – basgitarr (2009–2012)
- B.C. (Jonas Lethenström) – basgitarr (2012–2016)

Bidragande musiker (studio)
- Jonas Kjellgren – keyboard (2006)

Tidslinje

## Diskografi
Demo
- Mörkrets furstar (2002)
- Unredeemed Demons (2003)
- Winds of Hostility Blows The Horizon (2004)

Studioalbum
- A Frozen World Unknown (2006)
- Veraldar Nagli (2009)
- Rimfrost (2016)

EP
- A Journey to a Greater End (2005)